# آراگونیت
آراگونیت (Aragonite) با فرمول شیمیایی CaCO3، کانی کربناتی و یکی از دو گونهٔ معمول بلورهای کربنات کلسیم که به صورت طبیعی تشکیل می‌شود. (گونهٔ دیگر کانی کلسیت است) این کانی در اثر فرایندهای زیستی و فیزیکی در محیط‌هایی که آب یا دریا در آن‌ها موجود باشد، تشکیل می‌شود.
ساختار بلوری آراگونیت با کلسیت متفاوت است و به شکل راست‌لوزی می‌باشد. آراگونیت به شکل‌های توده‌ای و الیافی دیده شده‌است گروه‌هایی از آن که به شکل چکنده تشکیل می‌شوند را «گل‌های آهن» می‌نامند؛ این نام‌گذاری به دلیل آمیزیش آن‌ها با کانی اور در معدن آهن کارنتیا بوده‌است.

## تشکیل
آراگونیت اولین بار در سال ۱۷۹۷ در مولینا د آراگون در ۲۵ کیلومتری آراگون در اسپانیا کشف شد و به همین دلیل هم نام آن آراگونیت انتخاب شد.
یک غار آراگونیت نیز در اسلواکی یافت شده‌است؛ در آمریکا نیز آراگونیت در غارها به شکل چکنده دیده شده‌است. عبارت «گل‌های غار» یا آنتودیت نیز از پارک ملی حفره‌های کارلزبد و سایر غارها گرفته شده‌است. حجم بزرگی از ماسه‌های اولیتیک‌آراگونیت نیز در بستر دریا در باهاما یافت شده‌است.
آراگونیت تقریباً در تمام صدف‌های بدن نرم‌تنان و همچنین در استخوان بندی درون بدن مرجان‌های آب‌های گرم و سرد تشکیل می‌شود. از آنجایی که کانی رسوبی در صدف نرم‌تنان به شدت وابسته به شرایط زیستی است در نتیجه بین بلورهای زیستی و غیرزیستی تفاوت‌های زیادی می‌توان پیدا کرد. صدف این جانوران گاهی به تمامی از آراگونیت و گاهی بخشی از آن از آراگونیت و بخشی از کلسیت تشکیل شده‌است. همچنین آراگونیت در اقیانوس‌ها و غارها به شکل غیر زیستی ایجاد می‌شود که در آن صورت به ترتیب رسوب‌های دریایی و غارسنگ نام می‌گیرد.

## ویژگی‌های فیزیکی
آراگونیت از نظر ترمودینامیکی در دما و فشار استاندارد ناپایدار است و در دوره‌های ۱۰۷ تا ۱۰۸ ساله، تمایل به جایگزین شدن با کلسیت دارد. کانی واتریت یا μ-CaCO3 کانی دیگر کربنات کلسیم است که در شرایط معمول سطح زمین ثبات کمی دارد و حتی راحت‌تر از آراگونیت تجزیه می‌شود.

## نگارخانه

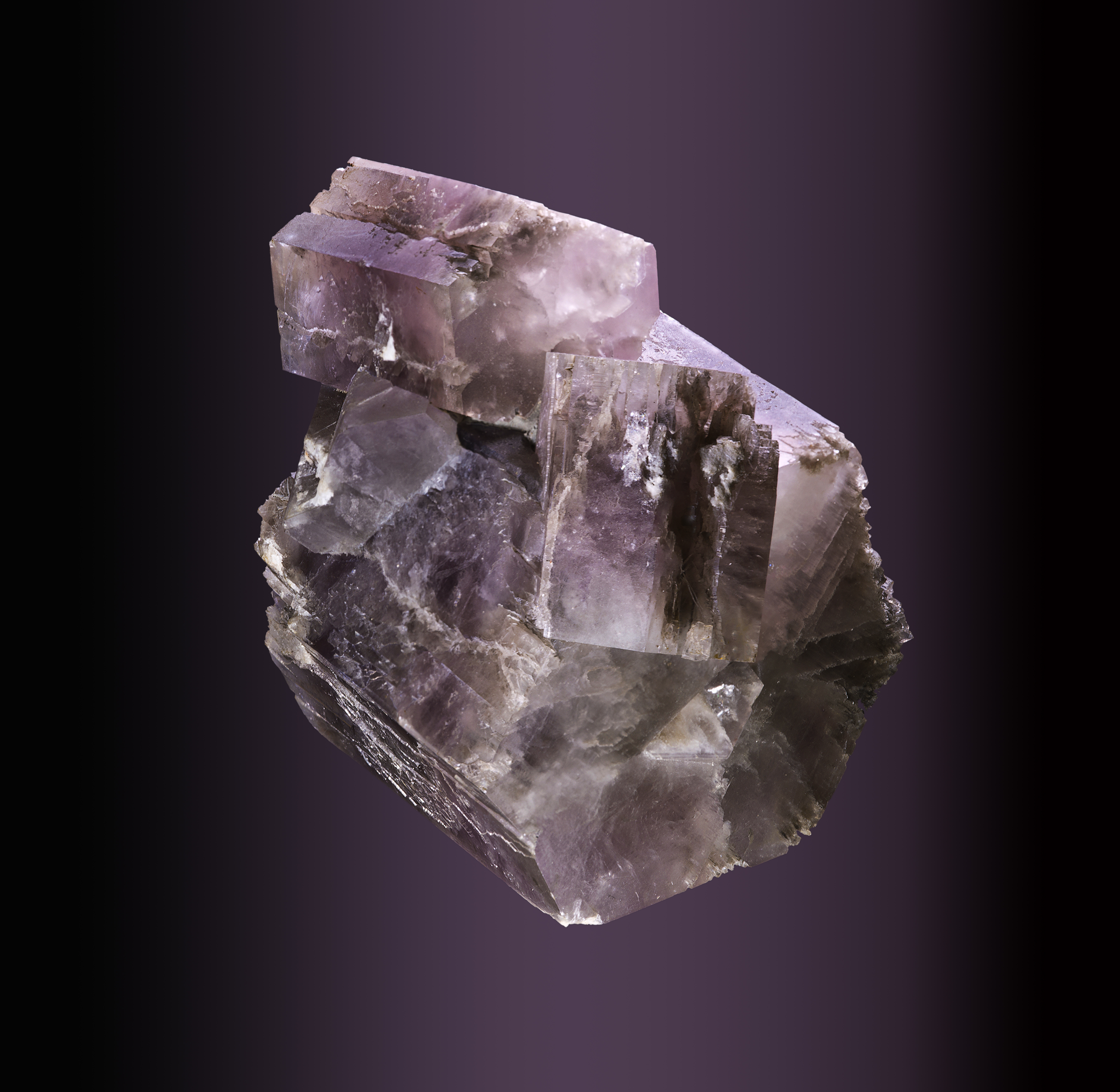
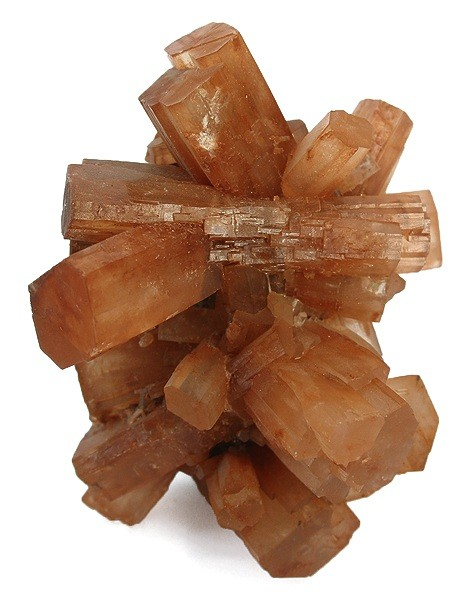
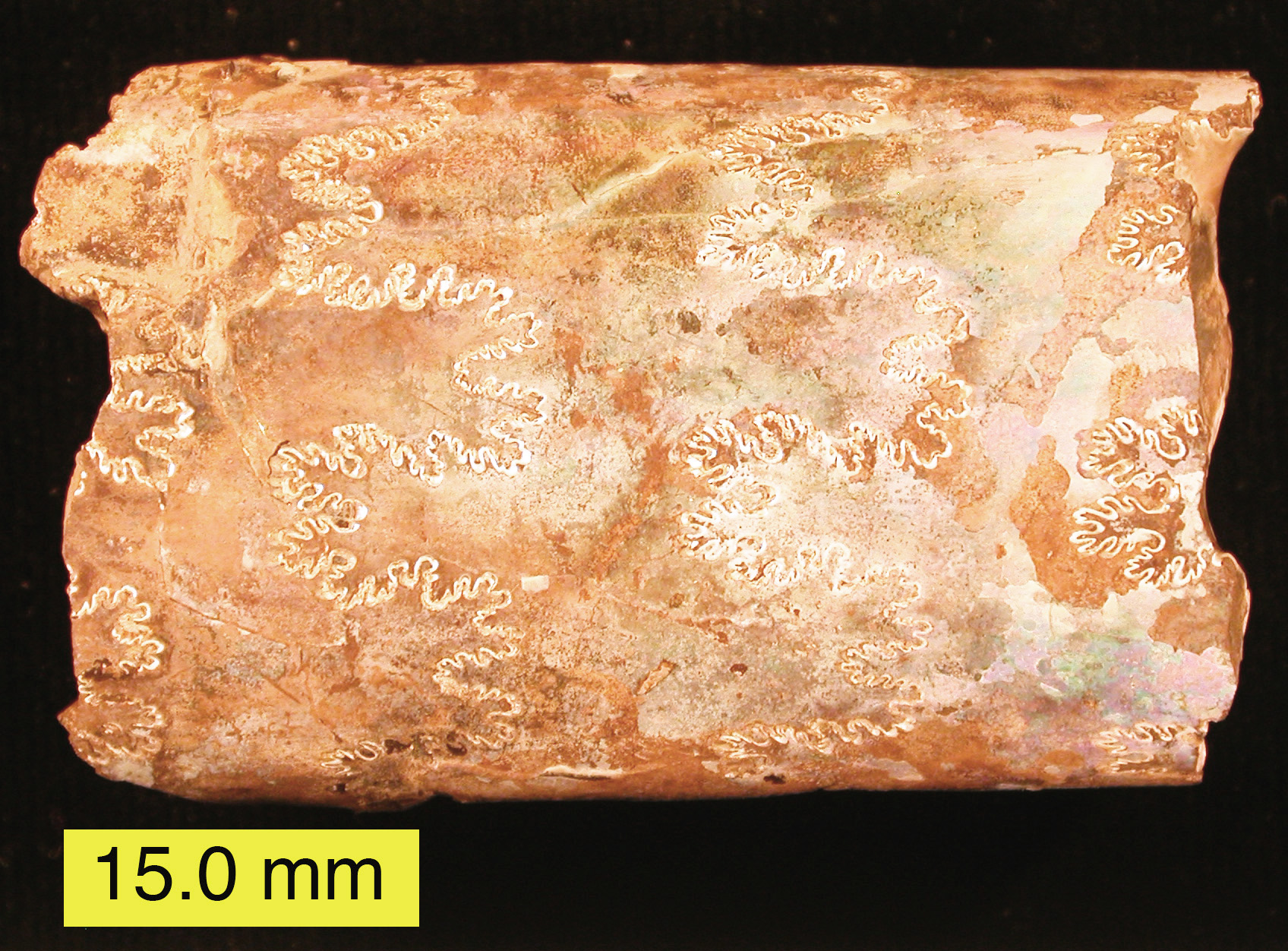
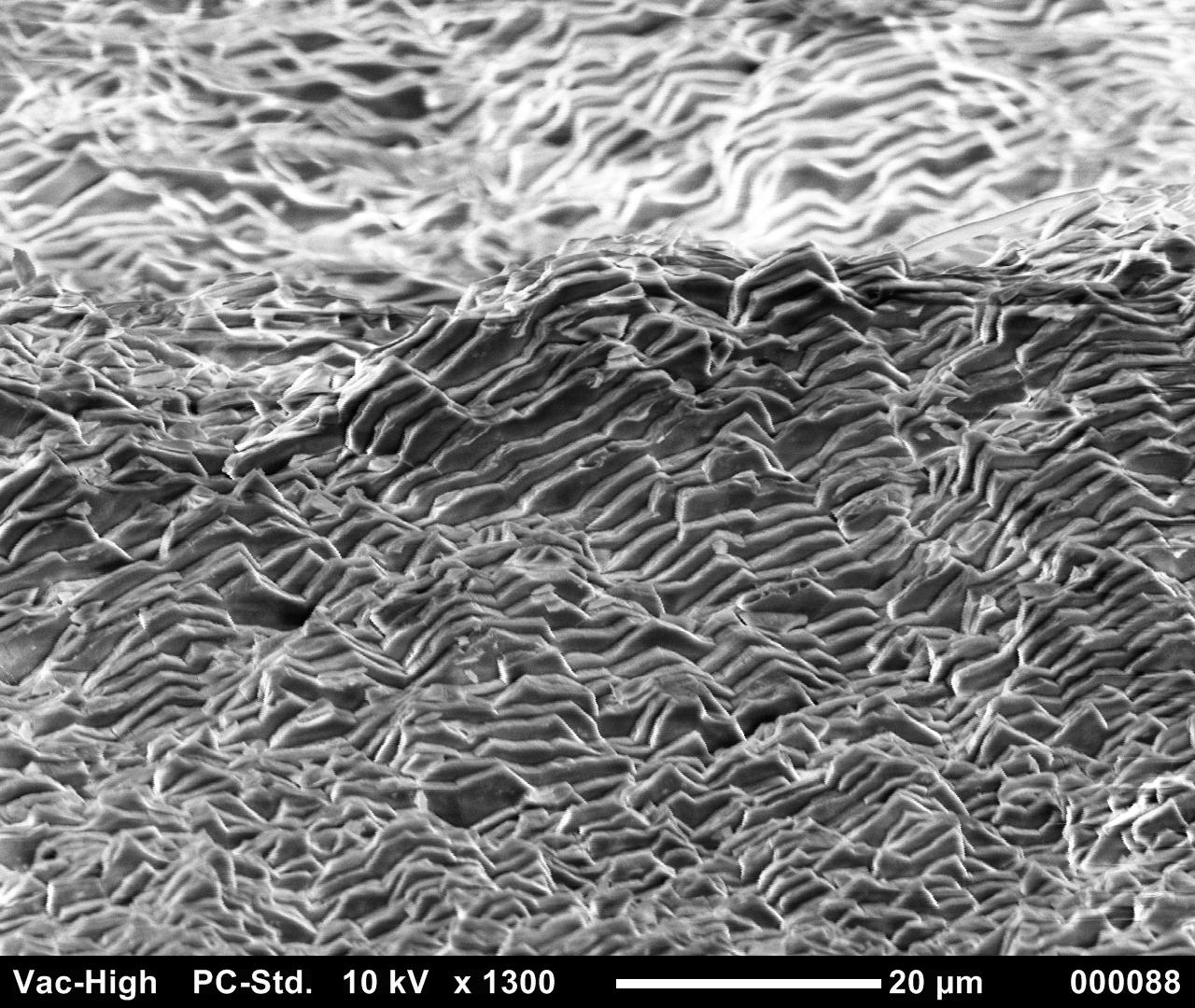

## یادداشت
1. ↑  flos-ferri ("flowers of iron")
2. ↑  Ore
3. ↑  Carinthia
4. ↑  Molina de Aragón
5. ↑  Ochtinská Aragonite Cave
6. ↑  Oolitic aragonite sand
7. ↑  vaterite
8. ↑  metastable